# (73439) 2002 MQ2
(73439) 2002 MQ2 – planetoida z pasa głównego asteroid okrążająca Słońce w ciągu 4,15 lat w średniej odległości 2,58 j.a. Odkryta 17 czerwca 2002 roku.